# 仕訳帳
仕訳帳（しわけちょう、英: journal）とは、日付順に全ての取引（主に金銭）を記述した帳簿である。「仕訳日記帳」とも呼ばれる。

## 概要
総勘定元帳とともに主要簿を構成する。
取引が発生したら、補助簿や証憑書類より起こされた仕訳が仕訳帳へ記帳され、そのあとに総勘定元帳に転記される。
一般的な仕訳帳は、日付欄、摘要欄、元丁欄、借方金額欄、貸方金額欄の各欄からなる。
摘要欄勘定科目を記入。借方勘定科目は左寄せで記入し、貸方勘定科目は右寄せで記入する。借方または貸方の勘定科目が2つ以上に分かれるときは、勘定科目の上に「諸口」と記入する。
元丁欄仕訳帳から総勘定元帳の勘定口座に転記する際、転記が完了したことを示すために、元帳の勘定科目のページ数または勘定口座の口座番号を記入する。
金銭出納簿や銀行帳等の補助記入帳に仕訳帳の機能を兼ねた「特殊仕訳帳」とそれ以外の仕訳を記録する「普通仕訳帳」を用いることがある（特殊仕訳帳制）。
また、仕訳帳を使わずに、伝票（入金伝票、出金伝票、振替伝票など）で仕訳を行い、伝票から総勘定元帳に転記する、いわゆる伝票会計を採用することもできる。